# Campioni italiani assoluti di atletica leggera - Getto del peso femminile
Questa pagina raccoglie un elenco di tutte le campionesse italiane dell'atletica leggera nel getto del peso, specialità che entrò nel programma dei campionati nel 1927. Nell'edizione 1927 venne utilizzato un peso da 3,628 kg, corrispondente a 8 libbre, ovvero la metà di quello maschile). Dal 1928 il peso della sfera venne arrotondato a 4 kg.

## Albo d'oro
| Anno | Atleta (società)                                | Prestazione            |
| ---- | ----------------------------------------------- | ---------------------- |
| 1927 | Pierina Borsani Cotonificio Cantoni Castellanza | 9,025 m                |
| 1928 | Bruna Bertolini Forza e Coraggio Milano         | 9,58 m                 |
| 1929 | Bruna Bertolini Forza e Coraggio Milano         | 9,48 m                 |
| 1930 | Bruna Bertolini Sport Club Italia               | 10,51 m                |
| 1931 | Bruna Bertolini Sport Club Italia               | 10,65 m                |
| 1932 | Bruna Bertolini Sport Club Italia               | 10,41 m                |
| 1933 | Bruna Bertolini Venchi Unica Torino             | 10,875 m               |
| 1934 | Bruna Bertolini Venchi Unica Torino             | 10,62 m                |
| 1935 | Bruna Bertolini Venchi Unica Torino             | 10,69 m                |
| 1936 | Bruna Bertolini Venchi Unica Torino             | 9,14 m                 |
| 1937 | Bruna Bertolini Tecnomasio Milano               | 9,87 m                 |
| 1938 | Giorgina Grossi Virtus Atletica Bologna         | 11,14 m                |
| 1939 | Giorgina Grossi La Filotecnica Milano           | 11,32 m                |
| 1940 | Giorgina Grossi La Filotecnica Milano           | 11,94 m                |
| 1941 | Amelia Piccinini Venchi Unica Torino            | 11,39 m                |
| 1942 | Amelia Piccinini Venchi Unica Torino            | 12,10 m                |
| 1943 | Amelia Piccinini Venchi Unica Torino            | 12,06 m                |
| 1944 | Edizione non disputata                          | Edizione non disputata |
| 1945 | Amelia Piccinini Venchi Unica Torino            | 12,20 m                |
| 1946 | Amelia Piccinini Venchi Unica Torino            | 12,29 m                |
| 1947 | Amelia Piccinini Venchi Unica Torino            | 12,18 m                |
| 1948 | Amelia Piccinini Venchi Unica Torino            | 13,12 m                |
| 1949 | Amelia Piccinini Venchi Unica Torino            | 12,91 m                |
| 1950 | Amelia Piccinini Sportnova Torino               | 12,65 m                |
| 1951 | Amelia Piccinini Lancia Torino                  | 12,89 m                |
| 1952 | Amelia Piccinini Bergamasco Torino              | 12,80 m                |
| 1953 | Amelia Piccinini Bergamasco Torino              | 12,79 m                |
| 1954 | Amelia Piccinini Augusta Bra                    | 12,51 m                |
| 1955 | Paola Paternoster Urbe Roma                     | 12,63 m                |
| 1956 | Paola Paternoster Urbe Roma                     | 13,22 m                |
| 1957 | Paola Paternoster Associazione Sportiva Roma    | 12,93 m                |
| 1958 | Caterina Bedini UCSI Venezia                    | 11,62 m                |
| 1959 | Paola Paternoster Associazione Sportiva Roma    | 12,63 m                |
| 1960 | Paola Paternoster Associazione Sportiva Roma    | 13,36 m                |
| 1961 | Elivia Ricci IMEC Bergamo                       | 13,04 m                |
| 1962 | Claudia Conti Sport Club Italia                 | 12,46 m                |
| 1963 | Elivia Ricci Snam                               | 12,47 m                |
| 1964 | Elivia Ricci Snam                               | 13,42 m                |
| 1965 | Elivia Ricci Libertas Piacenza                  | 13,19 m                |
| 1966 | Elivia Ricci Libertas Piacenza                  | 14,13 m                |
| 1967 | Silvana Forcellini Fiat Torino                  | 13,35 m                |
| 1968 | Silvana Forcellini Fiat Torino                  | 13,44 m                |
| 1969 | Silvana Forcellini Fiat Torino                  | 13,94 m                |
| 1970 | Silvana Forcellini Fiat Torino                  | 13,92 m                |
| 1971 | Maria Stella Masocco CUS Roma                   | 14,69 m                |
| 1972 | Maria Stella Masocco Zauli Roma                 | 14,88 m                |
| 1973 | Cinzia Petrucci Atletica Lyceum Ostia           | 15,74 m                |
| 1974 | Cinzia Petrucci Atletica Lyceum Ostia           | 16,02 m                |
| 1975 | Cinzia Petrucci Atletica Lyceum Ostia           | 16,24 m                |
| 1976 | Cinzia Petrucci Fiat Torino                     | 16,32 m                |
| 1977 | Cinzia Petrucci Fiat Iveco Torino               | 16,04 m                |
| 1978 | Cinzia Petrucci Fiat Iveco Torino               | 16,10 m                |
| 1979 | Angela Anzelotti Fiat OM Brescia                | 15,33 m                |
| 1980 | Cinzia Petrucci Fiat Iveco Torino               | 17,72 m                |
| 1981 | Cinzia Petrucci Fiat Sud Lazio                  | 16,44 m                |
| 1982 | Concetta Milanese Fiat Sud Lazio                | 15,07 m                |
| 1983 | Concetta Milanese Fiat Sud Lazio                | 15,28 m                |
| 1984 | Maria Assunta Chiummariello SNIA Milano         | 16,00 m                |
| 1985 | Concetta Milanese Sisport Paraflù Torino        | 16,26 m                |
| 1986 | Maria Assunta Chiummariello SNIA BPD Milano     | 15,91 m                |
| 1987 | Maria Assunta Chiummariello SNIA BPD Milano     | 16,58 m                |
| 1988 | Concetta Milanese Sisport Fiat Torino           | 15,81 m                |
| 1989 | Agnese Maffeis Ina Primavera Torino             | 16,32 m                |
| 1990 | Agnese Maffeis Ina Primavera Torino             | 16,77 m                |
| 1991 | Agnese Maffeis Ina Primavera Torino             | 17,26 m                |
| 1992 | Agnese Maffeis Ina Primavera Torino             | 17,34 m                |
| 1993 | Agnese Maffeis Snam Gas Metano                  | 17,04 m                |
| 1994 | Mara Rosolen Rolo Libertas Udine                | 16,46 m                |
| 1995 | Maria Tranchina CUS Palermo                     | 16,34 m                |
| 1996 | Mara Rosolen Gruppo Sportivo Fiamme Oro         | 17,57 m                |
| 1997 | Mara Rosolen Gruppo Sportivo Fiamme Oro         | 18,61 m                |
| 1998 | Mara Rosolen Gruppo Sportivo Fiamme Oro         | 17,91 m                |
| 1999 | Mara Rosolen Gruppo Sportivo Fiamme Oro         | 18,33 m                |
| 2000 | Mara Rosolen Gruppo Sportivo Fiamme Oro         | 17,70 m                |
| 2001 | Assunta Legnante Snam                           | 17,48 m                |
| 2002 | Assunta Legnante Camelot Milano                 | 18,23 m                |
| 2003 | Assunta Legnante Camelot Milano                 | 18,18 m                |
| 2004 | Assunta Legnante Tris Milano                    | 18,01 m                |
| 2005 | Chiara Rosa Gruppo Sportivo Fiamme Azzurre      | 18,71 m                |
| 2006 | Chiara Rosa Gruppo Sportivo Fiamme Azzurre      | 18,24 m                |
| 2007 | Chiara Rosa Gruppo Sportivo Fiamme Azzurre      | 19,13 m                |
| 2008 | Chiara Rosa Gruppo Sportivo Fiamme Azzurre      | 17,96 m                |
| 2009 | Chiara Rosa Gruppo Sportivo Fiamme Azzurre      | 18,30 m                |
| 2010 | Chiara Rosa Gruppo Sportivo Fiamme Azzurre      | 18,61 m                |
| 2011 | Chiara Rosa Gruppo Sportivo Fiamme Azzurre      | 17,64 m                |
| 2012 | Chiara Rosa Gruppo Sportivo Fiamme Azzurre      | 18,30 m                |
| 2013 | Chiara Rosa Gruppo Sportivo Fiamme Azzurre      | 17,47 m                |
| 2014 | Chiara Rosa Gruppo Sportivo Fiamme Azzurre      | 14,61 m                |
| 2015 | Chiara Rosa Gruppo Sportivo Fiamme Azzurre      | 17,33 m                |
| 2016 | Chiara Rosa Gruppo Sportivo Fiamme Azzurre      | 17,52 m                |
| 2017 | Chiara Rosa Gruppo Sportivo Fiamme Azzurre      | 16,67 m                |
| 2018 | Chiara Rosa Gruppo Sportivo Fiamme Azzurre      | 17,08 m                |
| 2019 | Chiara Rosa Gruppo Sportivo Fiamme Azzurre      | 16,10 m                |
| 2020 | Chiara Rosa Gruppo Sportivo Fiamme Azzurre      | 16,55 m                |
| 2021 | Chiara Rosa Gruppo Sportivo Fiamme Azzurre      | 16,79 m                |
| 2022 | Chiara Rosa Gruppo Sportivo Fiamme Azzurre      | 16,26 m                |
| 2023 | Anna Musci Alteratletica Locorotondo            | 15,74 m                |
| 2024 | Sara Verteramo CUS Torino                       | 15,98 m                |
| 2025 | Daisy Osakue Gruppo Sportivo Fiamme Gialle      | 15,55 m                |

## Plurivincitrici
- 17 vittorie: Chiara Rosa
- 13 vittorie: Amelia Piccinini
- 10 vittorie: Bruna Bertolini
- 8 vittorie: Cinzia Petrucci
- 6 vittorie: Mara Rosolen